# Clarence E. Mulford
Clarence Edward Mulford (* 3. Februar 1883 in Streator, Illinois; † 10. Mai 1956 in Portland, Maine) war ein US-amerikanischer Autor und der Erfinder der Figur Hopalong Cassidy.

## Leben
Mulford war der Sohn von Clarence Cohansey Mulford und Minne Grace Kline. 1920 heiratete er Eva Emily Wilkinson, die 1933 starb. Mulford selbst starb im Alter von 73 Jahren nach einer Operation.

## Hopalong Cassidy
1904 schuf Mulford die Figur des Cowboys Hopalong Cassidy; das erste Buch, in dem Cassidy auftauchte, erschien 1907. Mulford recherchierte sorgfältig für seine Erzählungen, die im Wilden Westen spielten, gelangte selber aber erst im Jahr 1926 in den Westen. Hopalong Cassidy sollte der Held zahlreicher Erzählungen – von Mulford allein stammten 28, doch wurde die Figur später auch von anderen Autoren übernommen –, Filme und Comics werden. 1944 kaufte der Schauspieler William Boyd Mulford die Rechte an der Figur ab. Boyd hatte schon zuvor die Figur Hopalong Cassidy nach seinen Vorstellungen verändert.

## Werke
- Bar 20 – ISBN 978-1978158290
- The Orphan, dt. Der Einsame – ISBN 978-0548418482
- Hopalong Cassidy, dt. Ranch 20 – ISBN 9781409964216
- Bar 20 Days aka Private War, dt. Hopalong Cassidy schlägt sich durch
- Buck Peters, Ranchman, dt. Der alte Buck
- Coming of Cassidy, dt. Der weite Weg aka Hopalong Cassidy greift zum Colt
- The Man from Bar 20
- Johnny Nelson
- Bar 20 Three aka Hopalong Cassidy Sees Red
- Tex of the Bar 20
- Bring me his Ears
- Black Buttes, dt. Die schwarzen Berge
- Rustler’s Valley, dt. Das seltsame Tal
- Hopalong Cassidy Returns, dt. Wolf von Ogallala aka Hopalong Cassidy und der junge Wolf
- Cottonwood Gulch, dt. Die goldene Hölle
- Hopalong Cassidy’s Protege, dt. Ritt nach Twin River aka Hopalong Cassidy und die Viehdiebe
- The Bar 20 Rides Again – ISBN 9780884112150
- Corson of the JC, dt. Die Spuren im Canon
- Mesquite Jenkins, dt. Lucky Jenkins aka Hopalong Cassidy jagt die rauhen Reiter – ISBN 9780854683307
- Me and Shorty, dt. Nueces und Shorty
- The Deputy Sheriff, dt. Hilfssheriff Nueces – ISBN 978-0884112341
- Hopalong Cassidy and the Eagles Brood, dt. Hopalong Cassidy reitet in die Banditenstadt
- Mesquite Jenkins Tumbleweed – ISBN 9781718750685
- The Round Up, dt. Das große Treiben
- Trail Dust, dt. Hopalong Cassidy auf heißer Spur
- On the Trail of Tumbling T
- Hopalong Cassidy Takes Cards
- Hopalong Cassidy Serves a Writ, dt. Hopalong Cassidy und die Zugräuber
- Riders from High Rock, dt. Hopalong Cassidy und die Reiter von High Rock